# N'éteins pas la lumière
N'éteins pas la lumière est un roman policier français écrit par Bernard Minier, publié chez XO éditions en 2014. C'est le troisième roman de la série consacrée aux enquêtes du commandant Martin Servaz. L'action se situe à Toulouse en partie dans le milieu de l'aérospatial.

## Intrigue
Martin Servaz, commandant de police à la SRPJ de Toulouse séjourne dans un centre pour soigner son état dépressif après avoir reçu un colis contenant le cœur de Marianne, son amour de jeunesse qu'il a retrouvée lors d'une enquête précédente avant qu'elle ne soit enlevée par un tueur en série. Au cours de son séjour, il reçoit un colis contenant la clé d'une chambre d'hôtel dans laquelle on lui donne rendez-vous pour le lendemain. Il apprend qu'une artiste, Célia, s'est suicidée dans cette chambre.
Christine est une animatrice sur une radio régionale. La veille de Noël, elle trouve dans sa boîte une lettre sans indication du destinataire, écrite par un homme anonyme. L'auteur annonce vouloir se suicider par désespoir à la suite de l'infidélité de la destinataire mystérieuse. Pensant qu'elle a été mise dans sa boîte par erreur, après une vaine tentative pour trouver le bon destinataire, elle part réveillonner avec son fiancé Gérald.
Au cours des jours suivants, Christine reçoit un disque d'opéra à son travail puis a la surprise d'en trouver un autre chez elle. Un auditeur la menace au cours d'une émission en direct. Sa stagiaire, Cordélia se plaint d'être victime de harcèlement sexuel de la part de l'animatrice. Elle finit par être renvoyée de la radio et se retrouver seule alors qu'elle se sent de plus en plus menacée sans en comprendre la raison. La police la soupçonne d'affabulation.

## Personnages principaux
- Martin Servaz : commandant de police judiciaire à Toulouse, en arrêt de travail, soigné pour dépression
- Christine Steinmeyer : présentatrice vedette d'une des radios toulousaines les plus écoutées
- Gérald Larchet : fiancé de Christine, professeur à l'ISAE
- Denise : étudiante dont le directeur de thèse est G. Larchet
- Corinne Délia (Cordelia) : assistante stagiaire de Christine
- Beaulieu : lieutenant de police ayant reçu Christine
- Marcus : compagnon de Cordelia
- Léonard Fontaine : célèbre spationaute de l'Agence spatiale européenne (ESA)
- Mila Bolanski : spationaute de l'ESA ayant séjourné avec L. Fontaine dans la Station spatiale internationale (ISS)
- Célia Jablonka : artiste photographe qui s'est suicidée sans explication dans une chambre d'hôtel

## Éditions
Ce roman paraît le 27 février 2014 chez XO éditions. Il est réédité en livre de poche par Pocket le 12 février 2015. Il est également publié en 2014 par France-Loisirs et, réuni dans un même volume avec Le Cercle, roman précédent de la série, en 2017.